# إيرتايم
ايرتايم (بالإنجليزية: Airtime)‏ هو موقع وتطبيق دردشة فيديو جماعي، تم إطلاقه من قبل شون باركر وشون فانينج في 5 يونيو 2012. ثم أعيد إطلاقه للهواتف المحمولة لنظامي التشغيل آي أو إس وأندرويد في أبريل 2016.

## التاريخ
تم إطلاق موقع (Airtime.com) للاستخدام العام في 5 يونيو 2012، بعد مؤتمر صحفي في مدينة نيويورك، شارك فيه عدد من كبار المشاهير من بينهم سنوب دوغ وأوليفيا مون ومارثا ستيوارت. في عام 2013 أصبح عدد المستخدمين قليلًا وتم إغلاق الموقع. ثم قرر فريق العمل إعادة إطلاق الموقع على شكل تطبيق للهواتف المحمولة يعمل على نظامي التشغيل (آي أو إس، أندرويد) في عام 2016.

## روابط خارجية
- Airtime.com (الموقع الرسمي)